# Lucía Carreras
Lucía Carreras (Ciudad de México, México, 8 de febrero de 1973) es una directora de cine mexicana.

## Biografía
Carreras nació en la Ciudad de México pero de pequeña se mudó a Guadalajara. Ahí cursó Ciencias de la Comunicación en el ITESO de Guadalajara, además de una maestría en guion en la Universidad Intercontinental (UIC) en la Ciudad de México. Cuenta además con estudios de género, dirección de actores y montaje.

## Trayectoria profesional
Debutó con el largometraje Nos vemos, papá (2011) que tuvo su premier internacional en el Festival de Karlovy Vary. Posteriormente codirigió la coproducción mexicano-guatemalteca La casa más grande del mundo (2015), la premier mundial de esta película fue dentro de la selección oficial de la Berlinale, posteriormente obtuvo el Premio Especial del Jurado en el Festival de Huelva entre otros premios. Su tercer largometraje, la coproducción México - España Tamara y la Catarina (2016), con guion de su autoría, tuvo su premier mundial como parte de la selección oficial de Festival de Cine de Toronto; esta película, a la fecha, obtuvo diversos galardones, entre ellos el premio FIPRESCI a mejor largometraje en el Festival Internacional de Cine de Los Cabos y el Colón de Plata a Mejor dirección en el Festival Iberoamericano de cine de Huelva.
En su faceta como escritora, Carreras coescribió, junto con el director, el largometraje Año Bisiesto (Michael Rowe, 2010) película que ganó la Cámara de Oro en el Festival de Cannes y por la cual nominaron a Carreras y a Rowe al Ariel a mejor guion original. También participó en la coescritura de La Jaula de Oro (Diego Quemada-Diez, 2013) película que debutó en la sección Un Certain Regard del Festival de Cannes y por la que Carreras, junto con Gibrán Portela y Quemada-Diez, obtuvieron en 2014 el Ariel a Mejor Guion Original y la nominación al Fénix Premio a lo mejor del Cine Iberoamericano en la categoría de Guion Original. En 2017 fue nuevamente nominada al Ariel a mejor guion adaptado por su colaboración en el guion de la película  Las Aparicio.
En 2016 fundó junto con Ángeles Cruz y Lola Ovando la casa productora Madrecine.

## Filmografía

### Como guionista
- Año bisiesto (2010, como guionista)
- La jaula de oro (2013, como guionista)

### Como directora
- Nos vemos papá (2012)
- La casa más grande del mundo (2015)
- Tamara y la Catarina (2016)[3]

### Como productora
- Nudo mixteco (Dir. Ángeles Cruz, 2021)[4]

## Premios y reconocimientos
- Premio Ariel por Mejor Guión Original por La jaula de oro, 2014.